# Николаева-Берг, Анастасия Геннадиевна
Анастасия Геннадиевна Николаева-Берг (23 апреля 1972, Ленинград) — российский живописец, монументалист, график и педагог, член Санкт-Петербургского Союза художников, лауреат Золотой медали Российской академии художеств доцент кафедры живописи Института им.И.Е.Репина

## Биография

### Учёба в ЛСХШ
Анастасия Николаева родилась 23 апреля 1972 года в Санкт-Петербурге на Васильевском острове в семье мастера по изготовлению уникальных музыкальных инструментов из красного дерева Геннадия Александровича Николаева и врача Татьяны Дмитриевны Михайловой. В детские годы посещала изостудию на Васильевском острове. В 1983 году поступила и училась до 1990 года в ЛСХШ им. Иогансона при Институте им. И. Е. Репина. В рекреационных залах ЛСХШ неоднократно устраивались персональные выставки работ художника.

### Учёба в институте им. И. Е. Репина
После окончания школы по специальному решению приёмной комиссии Николаева была принята без экзаменов в Институт имени И. Е. Репина. В 1992—1996 годах училась в мастерской монументальной живописи под руководством профессора, народного художника СССР, академика РАХ А. А. Мыльникова, в 1996—1999 годах — в его творческой мастерской. Во время обучения на 3-м и 4-м курсах была стипендиатом Президента России Во время учёбы была отправлена ученым советом Института в ФРГ, на стажировку в Берлин, в Universität der Künste  HdK (недоступная ссылка). В 1996 году окончила институт в мастерской А. А. Мыльникова с красным дипломом с присвоением звания художника монументальной живописи.Академик, лауреат Нобелевской премии Ж. И. Алферов, в 1995 году пожелал Институту имени Репина  дать тему для дипломной работы лучшему выпускнику факультета живописи для последующего экспонирования в здании Петербургского научного центра РАН Тема дипломной работы — «Первое торжественное заседание Российской академии наук» была выбрана Николаевой самостоятельно по просьбе Алферова . Работа над историческим полотном длилась более года. Художника консультировал доктор исторических наук, профессор Е. В. Анисимов. На защите дипломной работы в 1996 году академик Ж. И. Алферов сообщил о решении постоянно экспонировать данный холст в здании Петербургского научного центра Российской академии наук на Университетской набережной. Однако оригинал дипломной работы по внутренним правилам института имени И. Е. Репина должен был остаться в методическом фонде ВУЗа. Копия же этой дипломной работы художника, выполненная самой Анастасией Николаевой, по решению Президиума Академии наук РФ выставлена в 1997 году в Менделеевском зале Российской академии наук на Университетской набережной, дом 5, в здании постройки архитектора Джакомо Кваренги, в Петербурге, где находится и по сей день.
Участник выставок с 1988 года. Член Союза художников России с 1997 года.

### Первая с 1997 года пенсионерская поездка на виллу Абамелек в Рим
В 1997 году, по распоряжению Председателя комитета по внешним связям мэрии Санкт-Петербурга В. В. Путина, Николаева выезжала в творческую поездку на Виллу Абамелек в Рим (Италия), как лучшая выпускница Института имени И. Репина 1996 года. Выпуск Анастасии Николаевой из Института имени Репина совпал с реализацией поручения А. А. Собчака по возвращению традиции пенсионерских поездок выпускников Академии художеств в Италию, на виллу С. С. Абамелек-Лазарева, завещанную им в пользование для пенсионерских поездок императорской Академии художеств. С. С. Абамелек Лазарев завещал своё  имение, находящееся в самом центре Рима за собором Святого Петра и состоящее из построек и участка общей площадью более 40 га для пенсионерских нужд, то есть творческих поездок выпускников Академии художеств ещё в 1916 году. Однако после его смерти вдова Абамелек-Лазарева, урождённая Демидова, под влиянием эмигрантских кругов оспорила данный пункт завещания в римском суде. В ответ на это один из новых руководителей правопреемника Императорской академии И. И. Бродский послал в Рим в 1923 году своего представителя-адвоката Гвидо Кассинелли для решения в суде спорного вопроса в пользу Академии. Но римский суд решением от 13 апреля 1929 года и 27 апреля 1936 года отказал Академии художеств СССР в праве на наследство, признав М. П. Демидову единственной наследницей виллы Абамелек. Однако традиции пенсионерских поездок были прерваны, по-существу, не начавшись. Несмотря на многочисленные дискуссии о необходимости восстановления пенсионерских поездок, серьёзные научные и публицистические работы на эту тему, после 1917 года и до поездки Николаевой 1997 года на виллу Абамелек в Рим никто из недавних выпускников Института им. И. Е. Репина не ездил. После поездки 1997 года данное поручение Собчака и Путина больше не выполнялось. Живописные и графические работы, привезённые художником из Рима послужили основой для выставки «Римские каникулы», прошедшей в Академии художеств.

### Творческая деятельность. Монументальная живопись
В 1998 году Министерство иностранных дел России пригласило Анастасию Николаеву в Баку для оформления по заказу МИД РФ и Губернатора Санкт-Петербурга зала «Санкт-Петербург» в только что построенном новом здании посольства России в республике Азербайджан. На открытии представительства монументальные картины Николаевой в новом здании российского посольства были высоко оценены президентом Азербайджана Гейдаром Алиевым и губернатором Санкт-Петербурга Владимиром Яковлевым. В ноябре 1998 года за выполненные работы художник получила благодарность губернатора Санкт-Петербурга
В 2000 году художник по заказу Музея Академии русского балета исполняет серию портретов преподавателей Академии русского балета (Вагановского училища), экспонирующуюся до настоящего времени в помещении Академии русского балета.
В 2002 году была закончена работа «Сошествие во Ад» для покоев митрополита в Александро-Невской лавре. Несколько лет в Александро-Невской лавре существует Епархиальный амбулаторно-консультационный центр «Воскресение», который ведёт свою работу в Просфорном корпусе Свято-Троицкой Александро-Невской лавры, также в Митрополичьем корпусе лавры. Для оформления интерьеров этого корпуса Анастасия Николаева выполнила монументальную живописную работу.
В 2007 году для Шереметьевского дворца в Санкт-Петербурге Николаева-Берг создала галерею из 10 портретов рода Шереметьевых.
В 2008 году Анастасия Николаева по приглашению Председателя Верховного суда России В. М. Лебедева выставила свои работы в рекреационных залах комплекса зданий Верховного суда России . Таким образом, в 2008 году в стенах Верховного суда России в Москве открылась первая выставка петербургского художника. В то же время, традиция художественных выставок в стенах рекреационных залов Верховного суда России длится с момента реконструкции нового здания ВС и происходит от концепции «Искусство на рабочем месте», впервые опробованной в главном офисе «Дойче банка» в ФРГ.
В 2008 году в Тарту (Эстония) художник выполнила росписи в деловом центре «Athena» и в ресторане «Valga» в стиле арт-деко.
В 2009 году Анастасия выполнила роспись гостиницы «Antonius» в Тарту. За эти работы художник совместно с архитекторами в 2009-м году награждается премией правительства Эстонии за лучшие объекты возрожденной национальной архитектуры. Также в Тарту художник выполняет роспись восьми залов в возрождённом усадебном ансамбле «Мыза Берга». Тарту, наряду с Братиславой, Санкт-Петербургом и Москвой становится одним из главных центров деятельности художника.
В 2010 году году был написан «Портрет императрицы Анны Иоанновны», экспонирующийся в парадном зале Академии русского балета им. А. Я. Вагановой.
В 2010 году в Петербурге Светлана Медведева и Валентина Матвиенко открыли «Талион-Империал Отель» в холлах которого размещена историческая картина Анастасии «Российской Империи — быть!»
В 2011 году в столице Словакии Братиславе, на улице Обходная в 150 метрах от президентского дворца открылся уникальный салон «Art and design», оформленный по эскизам и с картинами Анастасии Николаевой.
В 2011 году Президиум Российской Академии художеств решением от 14 июня 2011 года за серию живописных и графических работ, исполненных с 1996 по 2011 годы присудил Анастасии Николаевой (Берг) Золотую медаль Российской Академии художеств.
C 2009 по 2012 годы Анастасия Николаева Архивная копия от 11 августа 2014 на Wayback Machine совершила творческие поездки на Бородинское поле для изучения материала и зарисовок героев реконструкций исторических битв. Итогом этих поездок явилась выставка «День вековечной славы», последовательно экспонировавшаяся на 2-х главных художественных площадках Санкт-Петербурга, а также в ГУАП. Выставке предшествовал тематический круглый стол историков, журналистов, искусствоведов и художников, прошедший в Петербургском отделении ИТАР-ТАСС.
В октябре 2013 года Центральный дом работников искусств в Москве пригласил  Архивная копия от 11 августа 2014 на Wayback Machine Анастасию Николаеву провести персональную выставку работ в своих залах. Выставка имела широкий резонанс в профессиональной среде, СМИ и у зрителей.
В феврале 2015 года в Музее А.В.Суворова в Санкт-Петербурге открылась первая в истории музея персональная выставка живописи "Славой блещущие лица" (Живопись,графика Анастасии Николаевой-Берг)

### Творческая деятельность. Графика
Андрей Мыльников воспитал в своей ученице любовь к наброску. Многочисленные наброски различными материалами выполнены Анастасией Николаевой во время обучения в Институте и в самостоятельной творческой практике. Ещё при первой поездке в Германию во время учёбы в ЛСХШ Анастасия Николаева увлеклась офортной графикой. Офорт привлёк художника своей историей и универсальными художественными возможностями. Институт имени Репина, обладая высокой профессиональной базой для развития графических навыков художника, поддержал в художнике эту способность. Во время учёбы Анастасия создала серию гравюр на металле на тему древнерусской и российской истории времен Петра 1. Также во время второй творческой поездки в ФРГ, в Берлин, Николаева работает с ксилографией. После окончания института Николаева по заказу петербургского издательства оформила серию иллюстраций к «Эротическим сонетам» А. Эфроса, выполненных в технике литографии. Эти работы неоднократно выставлялись на выставках в Союзе художников России на Крымском валу в Москве и в выставочном центре Санкт-Петербургского Союза художников, публиковались в каталогах и в материалах прессы об авторе.

### Преподавательская деятельность в Академии художеств
Анастасия Николаева преподает в академическом Институте имени И. Е. Репина с 1996 года. Педагогическую деятельность начала в мастерской действительного члена Академии художеств России, народного архитектора СССР А. В. Жука. Под её руководством по живописи и рисунку были воспитаны несколько курсов архитекторов-художников, многие из которых сейчас занимаются активной творческой практикой как на территории Санкт-Петербурга и Москвы, так и в европейских городах. С 2003 года Анастасия начала преподавать на кафедре рисунка в мастерской церковно-исторической живописи. В 2007 году была избрана на должность доцента кафедры живописи. С 2008 года ведёт курс мастерской на живописном факультете Институте имени И. Е. Репина. Многочисленные творческие поездки со студентами на практику, в особенности поездки последних лет на академическую дачу Института им. И. Е. Репина в Алупке, в Крыму, и в Великий Новгород послужили поводом для ежегодных выставок в салоне Института им. И. Е. Репина [http://www.spbvedomosti.ru/article (недоступная+ссылка). htm?id=10307108@SV_Articles] (недоступная ссылка) и неоднократно рецензировались в прессе. Работа мастерской младших курсов под руководством Анастасии Николаевой получила награды Президиума Академии художеств России, в том числе Золотую медаль Российской академии художеств.

## Основные работы в крупных музеях
1. Академия русского балета имени А. Я. Вагановой[24][25]
2. Портреты И. Б. Зубковской, К. М. Сергеева, Н. М. Дудинской, Б. Я. Брегвадзе.
3. Музей Горного университета.
4. «Первое торжественное заседание Российской Академии наук в присутствии Императрицы Екатерины 1-й». Дипломная работа, выполненная в мастерской монументальной живописи под рук. акад. А. А. Мыльникова, Х. м., 2700x3400, 1996.

## Основные выставки
Москва
- Центральный дом работников искусств, Москва[10]
- Октябрь, 2013 г. Персональная выставка[26].
- Центральный выставочный зал «Манеж»
  - 2006 г. «АРТ-Манеж». Персональный стенд, (живопись) . Центральный выставочный зал «Манеж» Архивная копия от 2 декабря 2014 на Wayback Machine[10]
  - 2006 г. «Инфо-пространство». Персональный стенд. (живопись)[10]
  - 2006 г. Участник выставки «Из дальних странствий возвратясь» Выставочный центр СХ России на Крымском валу[10].

Санкт-Петербург
- 1995—1993 гг. Персональные выставки. Выставочный салон Института имени И. Е. Репина. Санкт-Петербург[12]
- 1998 г. «18 век» . Персональная выставка. Кофейный домик. Летний сад[10].
- 2004 г. «Римские каникулы». Участник выставки . Салон Академии Художеств[10]
- 2012 г. «День вековечной славы» (Живопись, графика). Персональная выставка, посвященная 200-летию Бородинского сражения. Петербургское отделение Союза художников России . Выставочный центр[10][27][28].
- 2012 г. Презентация выставок и творчества в Лектории Государственного Русского Музея[10].
- 2011 г. «Наследие Великих». Участник выставки. Дом Учёных[10].
- 2011 г. Персональная выставка «Избранное» Петербургский Союз художников . Выставочный центр[10][29] .
- 1997—2011 гг. Участник ежегодной выставки преподавателей, проводимой в залах музея АХ[10].
- 1997—2011 гг. Участник ежегодной осенней выставки, проводимой в залах СХ.
- 2008 г. Российско-голландская выставка. «Dunagallery» Голландия. Участник выставки и международного фестиваля[10].
- 2008 г. Персональная выставка в залах здания Верховного Суда РФ[10][30].
- 2013 г. Участник выставки, посвящённой 400-летию дома Романовых. Союз художников России
- 2013 г. «День вековечной славы» (Живопись). Персональная выставка. ГУАП,
- 2013 г. «День вековечной славы» (Графика). Персональная выставка, посвященная 200-летию Бородинского сражения. Государственный академический институт живописи скульптуры и архитектуры имени И. Е. Репина Р. А. Х. Выставочный центр.
- 2015 г. Февраль. «Яркий день» (Живопись). Персональная выставка, в представительстве республики Саха (Якутия) в Санкт-Петербурге[31].
- 2015 г. Февраль. «Славой блещущие лица» (Живопись, графика). Персональная выставка в мемориальном Музее А. В. Суворова в Санкт-Петербурге.(Первая художественная персональная выставка в Музее А. В. Суворова)[21]

Чанша, Китай
- 2006 г. Участник Российско-Китайской выставки[10].

Финляндия
- 1999 г. «Рисунок в Академии Художеств». Участник выставки[10].
- 2002 г. Участник Российско-Финской выставки. г. Савонлинна[12].

Германия
- 1998 г. Персональная выставка живописи. Берлин[10].
- 1998 г. Персональная выставка графики. Берлин[10].

Пекин, Китай
- 2015 г. Персональная выставка.Пекин, Август  Архивная копия от 4 марта 2016 на Wayback Machine

## Участие в международных фестивалях
Волгоградский международный фестиваль «АРТ СЛОЙ»,2014г.